# 法國國家圖書館
法国国家图书馆（法語：Bibliothèque nationale de France，簡稱BnF）是法国的国家图书馆，也是法国最重要的图书馆之一，珍藏現存最早的波特蘭型海圖。

## 历史
它的前身是查理五世在1368年建立的国王图书馆，在路易十四治下取得长足进步，后几经更易终成法兰西共和国的国家图书馆。它目前拥有数个馆址，最主要的是位于巴黎十三区的密特朗馆址。馆藏文献约三千多万件，是參與歐洲圖書館計劃的國家圖書館之一。

## 图集

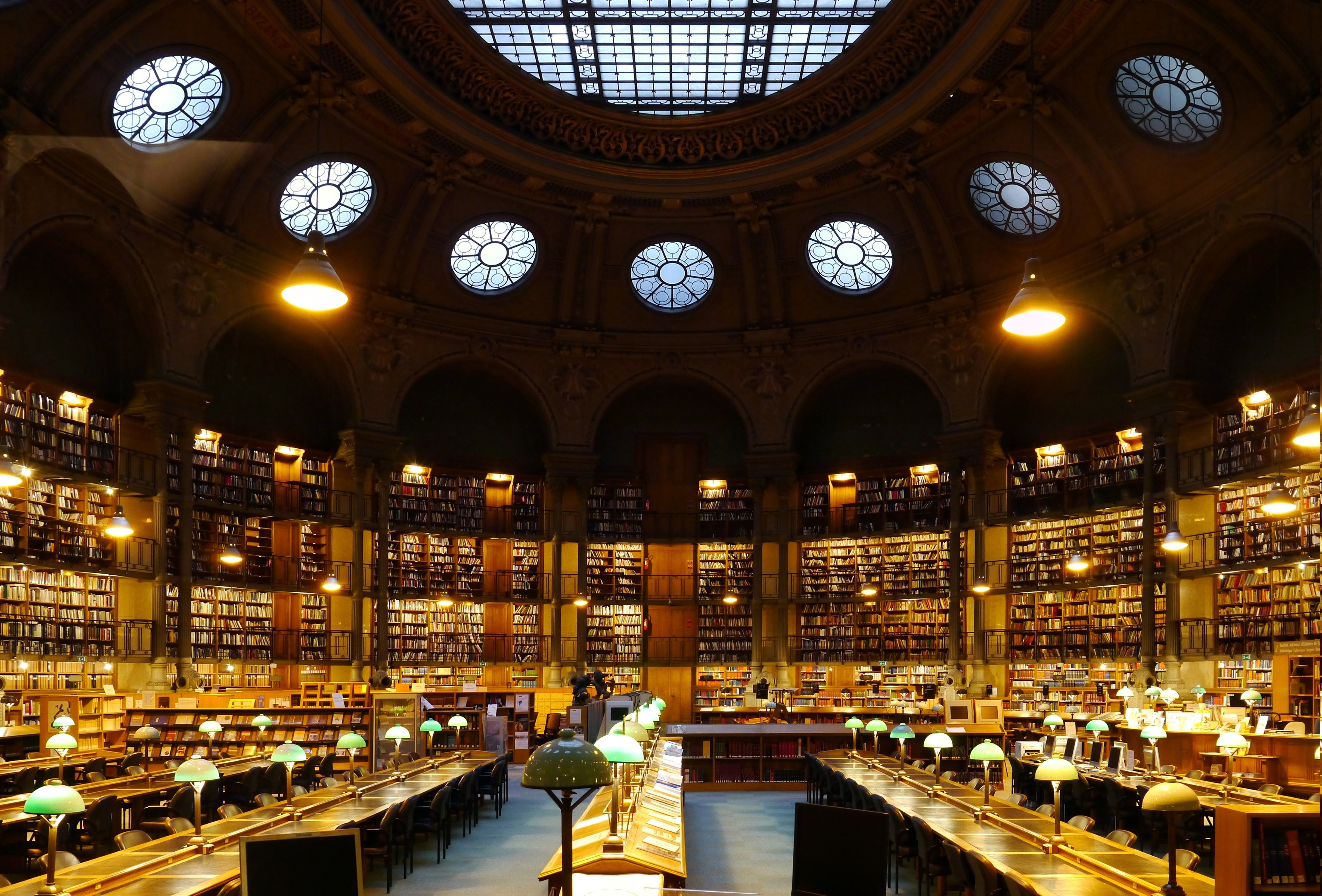
法国国家图书馆的一个阅览室（黎塞留馆）
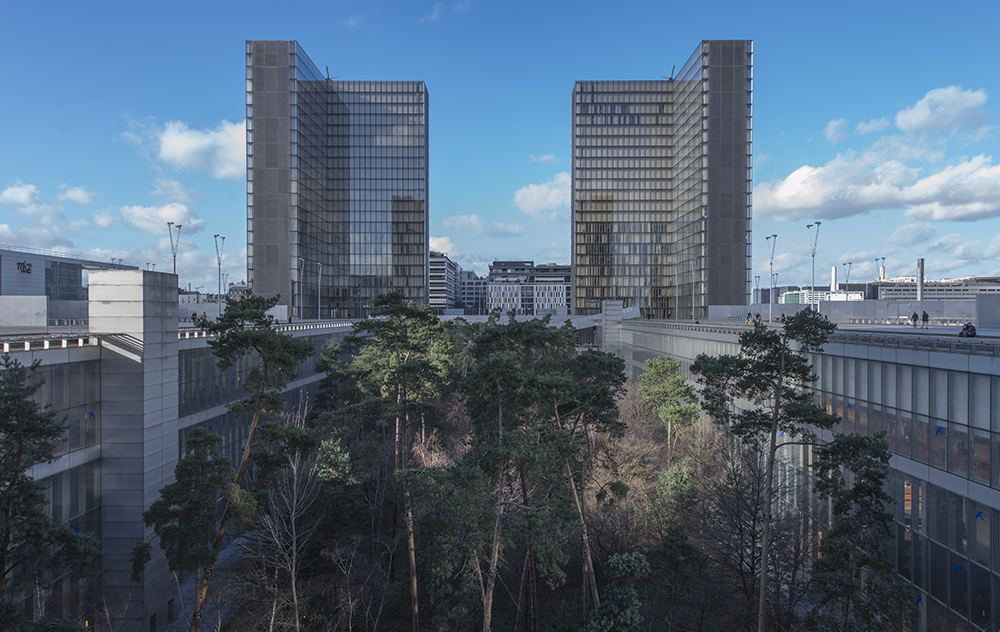
法国国家图书馆（密特朗馆）

## 外部連結
- BnF - Site map （页面存档备份，存于）
- BnF官網 （页面存档备份，存于）